# Château de Beauregard (Asnois)
Pour les articles homonymes, voir Château de Beauregard.
Le château de Beauregard est château situé à Asnois, dans le département français de la Vienne.

## Histoire
Ce château a appartenu à la famille de Monfrébeuf, puis à la famille de Fleury grâce au mariage de Marie-Charlotte de Monfrébeuf, unique héritière (ses deux frères étaient prêtres) avec Louis-Charles de Fleury (1735-1791) à Chatain le 26 janvier 1761.
Le château est partiellement inscrit au titre des monuments historiques par arrêté du 29 septembre 1987.